# Ари (буддизм)
Ари-буддизм или Ари Гаинг (бирм. အရည်းဂိုဏ်း) — это название, данное религиозной практике, распространенной в Бирме до возвышения Анаврахты и последующего обращения Багана в буддизм Тхеравады в одиннадцатом веке. Он был завезен в VII веке, возможно, благодаря торговым контактам с Индией или Тибетом.

## История
Практики Ари в основном классифицируются как тантрическая форма буддизма, сочетающая в себе элементы буддизма, поклонения натам, поклонения коренным нагам и индуизма . Некоторые ученые утверждают, что это связано с буддийскими религиозными практиками Наньчжао и последующего Королевства Дали в современном Юньнани, Китай . Другие историки, такие как Тан Тун, утверждают, что Арисы были лесными монахами, которые просто отличались монашеской практикой от монахов Тхеравадина, особенно в отношении приверженности Винайе, поскольку они были гораздо менее ортодоксальными, им разрешалось употреблять алкоголь, вступать в сексуальные отношения, и есть после полудня. Несмотря на свое обращение в буддизм Тхеравады благодаря усилиям мон- бхикшу по имени Шин Арахан, Анаврахта по-прежнему поддерживал культовые практики Махаяны и печатал монеты на санскрите, а не на пали.